# البثنة
البثنة قرية من قرى ينبع النخل في محافظة ينبع والتابعة لمنطقة المدينة المنورة في السعودية، تقع في جنوب غرب المدينة المنورة بمسافة تقارب ( ) كم، وفي شمال ينبع النخل بنحو ( ) كم.